# ويليام ساندرز (سياسي)
ويليام ساندرز (بالإنجليزية: William Sanders)‏ هو سياسي بريطاني (وحمل سابقاً جنسية المملكة المتحدة لبريطانيا العظمى وأيرلندا)، ولد في 2 يناير 1871، وتوفي في 6 فبراير 1941. حزبياً، نشط في حزب العمال. في الانتخابات العامة في المملكة المتحدة 1929 ‏، انتخب عضو برلمان المملكة المتحدة الـ35 عن دائرة Battersea North (UK Parliament constituency) ‏ (30 مايو 1929 – 7 أكتوبر 1931) وفي الانتخابات العامة في المملكة المتحدة 1935 ‏، انتخب عضو برلمان المملكة المتحدة الـ37 عن دائرة Battersea North (UK Parliament constituency) ‏ وقد انضم خلال فترته النيابية (14 نوفمبر 1935 – 2 أبريل 1940) للكتلة البرلمانية حزب العمال.